# Dage i kamp
|  | Denne artikel er oprettet af botten Steenthbot ud fra en ekstern database. Den kan derfor have sproglige fejl eller mangler. Denne skabelon kan fjernes efter kontrol af indholdet. |

Dage i kamp er en dansk dokumentarfilm fra 1980 instrueret af Filmgruppen Gnisten og Ove Nyholm og efter manuskript af Filmgruppen Gnisten.

## Handling
En film om aktionen på trykkeriet og bogbinderiet Uniprint i begyndelsen af 1975. De 66 grafiske arbejdere mødte ledelsens planer - afskedigelse af størstedelen af af arbejderne og flytning af virksomheden til Sverige med i første omgang strejke og senere besættelse. Om organisering af strejke, fællesmøder og arbejdende udvalg. Støttearbejdets organisering og betydning.